# Stefan Hilsbecher
Stefan Hilsbecher (* 1946 in Heiligenhafen) ist ein deutscher Journalist und Hörspielregisseur.

## Leben
Stefan Hilsbecher besuchte von 1958 bis 1967 die Wöhlerschule in Frankfurt am Main. Nach einem Studium der Kommunikationswissenschaften, der Pädagogik und der Soziologie an der Johann Wolfgang Goethe-Universität Frankfurt am Main promovierte er 1981 mit der Schrift „Über den Einfluss von politischen TV-Magazinsendungen auf Anpassung und Widerstand als Variable gesellschaftspolitischer Meinungsbildung“. Anschließend ließ er sich am Münchner Presse-Lehrinstitut zum Journalisten ausbilden. Es folgte von 1983 bis 1985 eine weitere Ausbildung zum Hörspielregisseur beim Süddeutschen Rundfunk (SDR) unter der Leitung von Otto Düben. Hier arbeitete Hilsbecher mit bekannten Regisseuren wie Heinz von Cramer, Raoul Wolfgang Schnell oder Niels-Peter Rudolph zusammen.
Von 1985 bis 1993 war Hilsbecher beim SDR zunächst freischaffend als Regisseur für die Bereiche Feature, Hörspiel, Literatur und Radioessay zuständig, 1993 erhielt er eine Festanstellung als Leiter der Künstlerischen Produktion, die er auch nach der Fusion des SDR und des Südwestfunks zum neuen Südwestrundfunk behielt. Von 2001 bis 2011 war Hilsbecher Erster Regisseur im Kulturprogramm von SWR2. Darüber hinaus unterrichtet er an der Staatlichen Hochschule für Musik und Darstellende Kunst Stuttgart in den Bereichen Schauspiel und Mikrofonsprechen.

## Hörspielproduktionen

### Als Regisseur
- 1988: Spiel mit dem Feuer – Autor: John C. Wilsher
- 1989: Die Geschichte von Tiziano – Autor: Hans C. Hachmann
- 1990: Mord vor Publikum – Autoren: John Owen und James Parkinson
- 1991: Kunststück – Autor: Alfred Probst
- 1991: Das letzte Diktat – Autoren: John Owen und James Parkinson
- 1992: Die Tage der Libelle – Autor: Karlheinz Knuth
- 1992: Zirkus Armando – Autor: Hermann Moers
- 1993: Der kleine Jehova – Ein Gnostical – Autor: Pierre Gripari
- 1993: Bei vollem Bewußtsein – Autor: Jeremiah F. Healy
- 1993: Höhere Ebene – Autor: Jürgen Geers
- 1993: Wenn Wagner zahlt – Autor: Fred Breinersdorfer
- 1994: Gott – Autor: Pierre Gripari
- 1994: Bozzy's Johnson – Autorin: Christine Wunnicke
- 1994: Fälschungen – Autor: Michael Tait
- 1994: Joice & Barnum – Autorin: Christine Wunnicke
- 1994: Alte Liebe rostet nicht – Autor: Ronnie Smith
- 1995: Sisyphos – Autor: Dirk Heidicke
- 1995: Suchtverlangen: Walkman – Autor: Jürgen Geers
- 1995: Suchtverlangen: Gourmetkeller – Autor: Jürgen Geers
- 1995: Suchtverlangen: Wanderlust – Autor: Jürgen Geers
- 1995: Suchtverlangen: Happy-Hour – Autor: Jürgen Geers
- 1995: L wie Linnäus – Autorin: Christine Wunnicke
- 1995: Gier nach Gold – Autor: Ronnie Smith
- 1996: Ritters Wohl und Wehe – Autor: Hans-Peter Breuer
- 1996: Weg ist weg – Autor: Hans Suter
- 1997: Ausgeträumt – Autor: Charles Bukowski
- 1997: Skipper oder Der Gesang der Nachtigall – Autor: Karlheinz Knuth
- 1997: Sommerferien – Autor: Don Haworth
- 1998: Der stumme Handlungsreisende – Autor: Michael Z. Lewin
- 1999: Paris, Bärensohn – Autor: Dirk Heidicke
- 1999: Ach, wenn’s mir doch gruselte – Autor: Gebrüder Grimm
- 2002: Madschnun Al-Malik – Autor: Michael Roes
- 2004: Der adlige Junggeselle – Autor: Arthur Conan Doyle
- 2004: Die einsame Radfahrerin – Autor: Arthur Conan Doyle
- 2004: Die Internatsschule – Autor: Arthur Conan Doyle
- 2004: Der Schwarze Peter – Autor: Arthur Conan Doyle
- 2004: Abbey Grange – Autor: Arthur Conan Doyle
- 2004: Der zweite Fleck – Autor: Arthur Conan Doyle
- 2004: Wisteria Lodge – Autor: Arthur Conan Doyle
- 2004: Der Teufelsfuß – Autor: Arthur Conan Doyle
- 2005: Besuch in der Nacht – Autor: Kjell Lindblad
- 2006: Eine Tür fällt ins Schloss – Autorin: Agatha Christie
- 2006: 24 Schwarzdrosseln – Autorin: Agatha Christie
- 2006: Der Traum – Autorin: Agatha Christie
- 2006: Der verräterische Garten – Autorin: Agatha Christie
- 2006: Urlaub auf Rhodos – Autorin: Agatha Christie
- 2006: Lasst Blumen sprechen – Autorin: Agatha Christie
- 2006: Tot im dritten Stock – Autorin: Agatha Christie
- 2006: Poirot und der Kidnapper – Autorin: Agatha Christie
- 2007: Tod im Bild. Der Fall Fabritius – Autor: Bernd Schmidt
- 2008: Die Gräfin Cagliostro oder Die Jugend des Arsène Lupin – Autor: Maurice Leblanc
- 2008: Die hohle Nadel oder Der Schatz der Könige – Autor: Maurice Leblanc
- 2009: Arsène Lupin und die Frau mit den jadegrünen Augen – Autor: Maurice Leblanc
- 2010: Der Gefangene – Autor: Friedrich Ani
- 2010: Goldberg und das wunderbar wahnsinnige Weltbad – Autor: Benjamin Kuras
- 2011: Stuttgart 21 – Lyrisches Epitaph auf einen Kopfbahnhof – Autor: Christian Hörburger (Regie zusammen mit Jan Dürrschnabel)[3]
- 2011: Arsène Lupin und die Insel der 30 Särge – Autor: Maurice Leblanc
- 2012: Arsène Lupin gegen Herlock Sholmès – Das Duell der Meister – Autor: Maurice Leblanc

### Als Sprecher
- 1983: Gipfelgespräch – Autor und Regie: Richard Hey